# 매송론
매송론(일본어: 梅松論 바이쇼론[*])은 일본 남북조 시대의 역사서 혹은 군기 이야기이다. 총 2권. 저자는 알 수 없으나 무로마치 막부측의 인물이었음은 분명하다.
주로 가마쿠라 시대(鎌倉時代) 후기의 양통질립기부터 겐코의 난(元弘の乱) · 겐무 신정(建武の新政) · 겐무의 난(建武の乱) · 남북조의 내란 등을 주제로, 가나가사키의 전투(金ヶ崎の戦い, 엔겐 2년/ 겐무 4년(1337년))까지를 그렸다.
해당 시대를 다룬 저술로써는 태평기(太平記)와 쌍벽을 이루는 것으로 평가받는다. 성립 연대에 대해서 전통적으로는 쇼헤이(正平) 4년/ 조와(貞和) 5년(1349년)으로 여겨져 왔으나, 새로운 설로써 쇼헤이 13년/엔분(延文) 3년(1358년) 이후 쇼헤이 16년/고안(康安) 원년(1361년) 이전으로 보는 설도 제기되어 있다.

## 개요
교토 기타노 텐만구(北野天満宮)에 참배하러 온 사람들에게 노승이 이야기를 들려준다는 이른바 「가가미모노」(鏡物) 형태로 그려진다. 전체적으로 가마쿠라 막부(鎌倉幕府)의 치적부터 아시카가 다카우지(足利尊氏)가 정권을 장악하기까지의 과정을 그렸다.
상권에서는 가마쿠라 시대(鎌倉時代) 말기의 정치 정세(양통질립)와 그 종말, 겐무 신정(建武の新政)과 닛타 씨(新田氏) - 아시카가 씨의 대립의 모습이 겹쳐지며 겐무의 난(建武の乱)의 제1차 교토 합전 도중에 끝난다 .
하권에서는, 제1차 교토 합전의 도중부터 재개해, 구스노키 마사시게(楠木正成)의 분전과 가나가사키 성(金ヶ崎城) 함락, 천하의 평정, 나아가 선종 승려 무소 소세키(夢窓疎石)의 다카우지에 대한 인물평 그리고 마지막으로 아시카가 쇼군 가문의 영화를 매화, 그 자손의 번영을 소나무의 푸르름에 빗대어 책의 이름을 지었다고 적고 있다.
일반적으로 『태평기』는 왕실(남조) 쪽에, 『매송론』은 무가(무로마치 막부 · 아시카가 씨) 쪽에 기울어 있다고 여겨진다. 다만, 이러한 견해는 너무 단순하다며 이론이 없는 것도 아니다.

## 제본
《매송론》의 사본으로는 고본계와 유포본계가 있고, 제본에 의해 다른 점도 비슷한 점도 많다고 알려져 있다. 유포본은 《군서유종》(群書類従) 제20집에 담겨 있다. 고본계는, 그 가운데 하나로 교토대본(교토대학 문학부박물관 소장)이, 1964년에 일본에서 「국어국문」33권 8-9호 지면에 처음 번각·소개되었다. 그 밖에 고본계에 속하는 것으로는, 덴리 도서관(天理図書館)이 소장한 덴리본, 쇼코칸 문고(彰考館文庫)가 소장하는 간세이본(寛正本, 하권만)이 있다.
고본계와 유포본계의 눈에 띄는 차이로는 유포본계의 경우 호소카와 씨에 관한 기사가 다수 추가되어 있다는 것이다.  또한 고본계에서는, 화자, 청자, 기록자의 3명에 의한 교환도 그려져 있으며, 이야기로서의 정취도 크게 다르다.

## 작성자
저자는 알 수 없다. 과거에는 초대 쇼군 다카우지의 측근이었던 호소카와 가즈우지(細川和氏)나 천태종 고승 현혜(玄恵) 등으로 비정하는 설이 있었지만, 1997년 시점에서는 부정되고 있다. 그러나 가즈우지가 아니라 호소카와 일족의 누군가라는 가능성은 있다. 혹은, 임제종의 고승 무소 소세키와 관계가 깊은 인물로도 추측되고 있다. 또한 일본의 학자 다케다 마사노리(武田昌憲)는 쇼니 씨(少弐氏) 또는 그 관계자로 추정하고 있다. 북조측의 규슈 단다이로 《난태평기》의 저자이기도 한 이마가와 료슌을 《매송론》의 저자로 보기도 한다.
일본의 국문학자 고아키모토 단(小秋元段)은 《매송론》 고본과 《태평기》 고태본의 유사점을 지적하고, 《매송론》의 저자는 이른바 ‘원태평기‘즉 《태평기》의 초고본(현존하지 않는다)을 참고한 적이 있어 어느 정도 영향을 받은 것이 아닌가, 라고 주장하고 있다.

## 성립연대
일본에서 현존하는 모든 《매송론》의 제본은, 겐코의 난으로 고다이고 천황이 오키 섬에 유배된 사건(1332년)에 대해, 「過ニシ方廿余年ノ夢ナレハ」라고 써 있어, 이것을 그대로 따른다면 1332년부터 20여 년 후에 쓰여졌다, 바꾸어 말하면 1352년부터 1361년까지의 사이에 집필되었다는 것이 된다.
그러나 19세기 후반의 간 마사토모는 「廿余年」은 「十余年」의 오기로, 스코 천황(崇光天皇)이 즉위에 임할 때까지의 기사가 쓰여 있으므로, 그의 즉위년인 조와 5년(1349년) 《매송론》이 성립되었다고 결론지었고, 이것이 고설로서 일본 학계의 통설이 되고 있었다.
그러나 한편으로 1930년경에 이가라시 우메사부로(五十嵐梅三郎)가, 패전 뒤인 1969년에 오가와 노부(小川信)가 간의 고설에 의문을 제기하는 등, 이론도 많았다. 1979년에는, 야시로 가즈오(矢代和夫) · 가미 히로시(加美宏)가 《원위집》에서 《매송론》의 영향을 찾아 볼 수 있음을 지적하고, 《매송론》 성립 연대의 하한을, 《원위집》 성립 연대의 상한인 가케이(嘉慶) 연간(1387-1389년)에 비정했다. 그러나 하한에 하한을 맞추지 않으면 논리적으로는 올바르지 않기에 《간몬 일기 지배문서》(看聞日記紙背文書)의 오에이 27년(1420년) 11월 13일의 목록에 《매송론》이 적혀 있는 것이 외부 자료에 의한 확실한 하한이다.
이에 1987년 일본의 국문학자 다케다 마사노리는 성립 연대를 더욱 구체적으로 산정하기 위해 다음과 같은 점을 지적했다.
- 고다이고 천황의 오키 유배로부터 '廿余年'이라는 말을 그대로 수용한다면 1352~1361년이 된다.[5]
- 고본 계통인 교토대본에서 아시카가측 무장의 등장 횟수를 세면, 쇼니 씨 71, 호소카와 씨 45, 고(高) 일족 24로 쇼니 씨에 치우쳐 있다.[5] 이는 『태평기』가 쇼니 씨에 대해 냉담한 것과는 대조적이다.[7] 만약 쇼니 씨와 연고가 있는 인물이 《매송론》의 저자라고 한다면, 쇼니 씨는 간노의 소란 이후 잠시 아시카가 다다후유 및 남조측에 붙어 막부-북조에 맞서 싸우다, 그 후 1358년에 막부로 돌아섰으므로, 1358년 이후에 집필한 것이 된다.[5]
- 38세로 요절한 쇼군 아시카가 요시아키라를 가리켜 「영장군」(永将軍)이라고 쓰고 있는 것으로 보아 요시아키라가 쇼군에 취임해 있던, 1358–1367년에 집필되었을 가능성이 높다.[5]
- 일부 사본에서는 고곤 천황이 즉위하기 전의 휘로 기록되어 있어, 「고곤인」(光厳院)의 시호가 붙기 전인 1349~1364년(혹은 1357~1364년)의 가능성이 높다.[5]
- 호소카와 씨에 대해 호의적으로 쓰여 있어 호소카와 기요우지가 집사로 취임해 있던, 1358-1361년일 가능성이 높다(또한 호소카와 요리유키가 간레이였던 1367-1379년).[5]

그리고 이상에서 가장 겹치는 부분으로서 1358~1361년설을 주창했다.
고설과 신설은 10년 정도 차이밖에 없기 때문에 언뜻 보면 사소한 논의로 보이지만, 실제로는 이들 설이 지적하는 기간 사이에 일본 남북조 시대 최대의 정치 투쟁의 하나인 간노의 소란 등이 발생하고 있기 때문에, 고설을 채용할지 신설을 채용할 것인지에 따라 《매송론》의 저술에 내재된 정치적 의도에 관한 해석이 크게 달라지기 때문이다.
이상의 다케다설은, 일본의 국문학자 고아키모토 단도 「오늘 [인용자 주: 1994년] 가장 타당한 이해로 여겨지고 있다」라고 추인하고 있다.

## 사료 가치
《매송론》의 장르 분류를 두고, 일본 학계에서는 「역사서」라고 하는 입장과 어느 정도의 허구가 가미된 「군기물」이라고 하는 입장이 있지만, 사료로서의 신빙성은 높다고 여겨지고 있다. 일반론으로서 완전한 군기물인 《태평기》와 기술이 서로 충돌하는 경우에는 《매송론》을 따르는 것이 옳다고 한다.
물론 여느 사료가 다 그러하듯 무조건 신뢰할 수 있는 것이 아니라 다른 고사료와 마찬가지로 취급에는 주의가 필요하다. 예를 들어, 아시카가 사다우지(타카우지의 아버지)의 죽음을 2년 늦춰 놓고, 겐코 3년/ 쇼쿄 2년(1333년)에 아버지의 상중인 타카우지를 호조씨가 강제적으로 겐코의 난 후반전에 출병시킨 것처럼 그려 놓아, 타카우지의 가마쿠라 막부 배신을 정당화하는 것 같은 작위적인 서술도 보인다.
전투의 세세한 묘사에 대해서도 드물게 군기물인 《태평기》 쪽이 오히려 사실을 잘 반영하고 있는 경우가 있는데, 예를 들면 겐무의 난의 제1차 교토 합전으로, 아시카가 타카우지와 닛타 요시사다가 교전한 곳을 《태평기》 권제14에서는 오와타리(大渡), 《매송론》에는 우지(宇治)로 되어 있지만, 1차 사료와 교차 검증해 보았을 때 《태평기》가 맞다고 여겨지고 있다.

## 교정본
- 梅松論 上,  16, 100–121쪽, OCLC 内外書籍 |oclc= 값 확인 필요 (도움말) 이름 목록에서 |성1=이(가) 없음 (도움말); |제목=이(가) 없거나 비었음 (도움말); 다음 값 잘못됨: |display-authors=内外書籍株式会社 (도움말)
- 梅松論 下,  16, 121-143쪽, OCLC 内外書籍 |oclc= 값 확인 필요 (도움말) 이름 목록에서 |성1=이(가) 없음 (도움말); |제목=이(가) 없거나 비었음 (도움말); 다음 값 잘못됨: |display-authors=内外書籍株式会社 (도움말)
- 『梅松論・源威集　新撰日本古典文庫』（矢代和夫・加美宏校注、現代思潮社、1975年／復刊：現代思潮新社、2010年）